# Salmo 70
El salmo 70  es, según la numeración hebrea, el  septuagésimo salmo del Libro de los salmos de la Biblia. Corresponde al salmo 69 según la numeración de la Biblia Septuaginta griega, empleada también en la Vulgata latina. Por este motivo, recogiendo la doble numeración, a este salmo también se le refiere como el salmo 70 (69).
Comienza en inglés en la versión de la Biblia del Rey Jacobo: " Date prisa, oh Dios, para librarme ". El Libro de los Salmos es parte de la tercera sección de la Biblia hebrea y un libro del Antiguo Testamento cristiano. En latín, se conoce como " Deus, in adiutorium meum intende ". Todo el salmo es virtualmente idéntico a los versículos finales del Salmo 40 (del 13 al 17). El primer versículo del Salmo 70 se convirtió en la oración litúrgica de apertura de cada hora de la Liturgia de las Horas.
El salmo es una parte regular de las liturgias judía , católica , luterana , anglicana y otras liturgias protestantes. Se le puso música a menudo, especialmente en música para vísperas que abre su comienzo, como en Vespro della Beata Vergine de Monteverdi .

## Antecedentes
El versículo inicial en hebreo identifica este salmo como uno de recuerdo ( hebreo : להכיר , "recordar"). Este término inicial aparece solo en otro salmo, el Salmo 38 .
Todo este salmo es virtualmente idéntico a los versículos finales del Salmo 40 (versículos 14-18 en hebreo, 13-17 en la Biblia del Rey Jacobo).  Según Malbim , el Salmo 40 fue compuesto por David cuando huía de Saúl . David repitió este salmo ahora cuando huía de Absalón .  El Midrash Tehilimnota una ligera discrepancia entre el versículo 6 aquí ("Pero yo soy pobre y necesitado, oh Dios, apresúrate a mí") y el versículo 18 en el Salmo 40 ("Pero yo soy pobre y menesteroso, que el Señor piense en mí"). El Midrash enseña que David le estaba diciendo a Dios: "Piensa en mí en mi pobreza y en mi necesidad, y luego te darás prisa en librarme, porque tú eres mi ayuda y mi libertador".
En cuanto a la similitud entre los Salmos 40 y 70, Matthew Henry señala que a veces puede ser eficaz recitar las oraciones que se rezaron en situaciones similares, invistiéndolas de nueva emoción.
El verso de apertura es literalmente "¡Dios, para librarme, en mi ayuda! ¡Apúrate!" Es una versión abreviada y acelerada del Salmo 40:14. Esto es coherente con la prisa utilizada repetidamente en la apertura. En algunos puntos de vista, los primeros versículos del Salmo 40 se refieren a los ungidos que vienen y su liberación, mientras que los últimos versículos se refieren a los desesperados en general. Son los últimos versículos del Salmo 40 trasladados al Salmo 70.

## Texto
La siguiente tabla muestra el texto en hebreo del salmo con vocales, junto con el texto en griego koiné en la Septuaginta y la traducción al español de la Biblia del Rey Jacobo. Tenga en cuenta que el significado puede diferir ligeramente entre estas versiones, ya que la Septuaginta y el texto masorético provienen de tradiciones textuales diferentes.  En la Septuaginta, este salmo está numerado como Salmo 69.
| #      | Hebreo                                                           | Español | Griego |
| ------ | ---------------------------------------------------------------- | --- | --- |
| [ 10 ] | לַ֝מְנַצֵּ֗חַ לְדָוִ֥ד לְהַזְכִּֽיר׃                                               | (Al músico principal, salmo de David, para recordar.)                                                                                      | Εἰς τὸ τέλος· τῷ Δαυΐδ εἰς ἀνάμνησιν, εἰς τὸ σῶσαί με Κύριον. -                                                                                      |
| 1      | אֱלֹהִ֥ים לְהַצִּילֵ֑נִי יְ֝הֹוָ֗ה לְעֶזְרָ֥תִי חֽוּשָׁה׃                                  | Apresúrate, oh Dios, a librarme; apresúrate a socorrerme, oh Señor.                                                                        | Ο ΘΕΟΣ, εἰς τὴν βοήθειάν μου πρόσχες· Κύριε, εἰς τὸ βοηθῆσαί μοι σπεῦσον.                                                                            |
| 2      | יֵבֹ֣שׁוּ וְיַחְפְּרוּ֮ מְבַקְשֵׁ֢י נַ֫פְשִׁ֥י יִסֹּ֣גוּ אָ֭חוֹר וְיִכָּלְמ֑וּ חֲ֝פֵצֵ֗י רָעָתִֽי ׃              | Que se avergüencen y se confundan los que buscan mi alma; que se vuelvan atrás y sean confundidos los que desean mi mal.                   | αἰσχυνθήτωσαν καὶ ἐντραπήτωσαν οἱ ζητοῦντες τὴν ψυχήν μου· ἀποστραφήτωσαν εἰς τὰ ὀπίσω καὶ καταισχυνθήτωσαν οἱ βουλόμενοί μου κακά·                  |
| 3      | יָ֭שׁוּבוּ עַל־עֵ֣קֶב בׇּשְׁתָּ֑ם הָ֝אֹמְרִ֗ים הֶ֘אָ֥ח ׀ הֶאָֽח׃                              | Que sean rechazados por la recompensa de su vergüenza, los que dicen: «Ajá, ajá».                                                          | ἀποστραφήτωσαν παραυτίκα αἰσχυνόμενοι οἱ λέγοντές μοι· εὖγε εὖγε.                                                                                    |
| 4      | יָ֘שִׂ֤ישׂוּ וְיִשְׂמְח֨וּ ׀ בְּךָ֗ כׇּֽל־מְבַ֫קְשֶׁ֥יךָ וְיֹאמְר֣וּ תָ֭מִיד יִגְדַּ֣ל אֱלֹהִ ֑ים אֹ֝הֲבֵ֗י יְשׁוּעָתֶֽךָ׃ | Que todos los que te buscan se regocijen y se alegren en ti, y que los que aman tu salvación digan continuamente: «Sea engrandecido Dios». | ἀγαλλιάσθωσαν καὶ εὐφρανθήτωσαν ἐπὶ σοὶ πάντες οἱ ζητοῦντές σε, ὁ Θεός, καὶ λεγέτωσαν διαπαντός· μεγαλυνθήτω ὁ Κύριος, οἱ ἀγαπῶντες τὸ σωτήριόν σου. |
| 5      | וַאֲנִ֤י ׀ עָנִ֣י וְאֶבְיוֹן֮ אֱלֹהִ֢ים ח֫וּשָׁה־לִּ֥י עֶזְרִ֣י וּמְפַלְטִ֣י אַ֑תָּה יְ֝הֹוָ ֗ה אַל־תְּאַחַֽר׃   | Pero yo soy pobre y necesitado: apresúrate a mí, oh Dios; tú eres mi ayuda y mi libertador; oh Señor, no tardes.                           | ἐγὼ δὲ πτωχός εἰμι καὶ πένης· ὁ Θεός, βοήθησόν μοι. βοηθός μου καὶ ῥύστης μου εἶ σύ· Κύριε, μὴ χρονίσῃς.                                             |

## Comentarios

### De la iglesia católica

#### A todo el salmo
Este salmo retoma la súplica del anterior, pero con un tono más urgente. El salmista no sólo sufre persecución, sino que sus enemigos buscan matarlo (Sal 70,3). En contraste, los fieles que buscan a Dios son llamados no solo a mantener la esperanza, sino también a proclamar su grandeza (Sal 70,5). El lenguaje y los temas enlazan este salmo con el anterior y el siguiente. El salmo comienza con una invocación desesperada a Dios (v. 2), sigue con peticiones sobre el destino de sus enemigos (vv. 3-4) y bendiciones para los justos (v. 5), y termina con una súplica final por ayuda urgente (v. 6). Esta oración también aparece en versión yahvista en el Salmo 40,14-18. El título lo relaciona con la "memoria" u ofrenda de flor de harina, lo que sugiere un uso litúrgico en Israel. En la tradición cristiana, es propio del Adviento, tiempo en que se espera la venida del Señor, identificada con Jesucristo.

#### A los versículos 1-4
La fuerza de esta oración se revela en el tono apremiante con el que se implora la ayuda de Dios (cf. v. 6). Por esta razón, la frase «Dios mío, ven en mi auxilio. Señor, date prisa en socorrerme» ha sido adoptada como invitatorio en numerosas celebraciones litúrgicas cristianas. El salmista desea que la burla de sus enemigos —quienes intentan quitarle la vida— se vuelva en su contra, dejándolos en vergüenza (vv. 3-4). En contraste, los que buscan a Dios con sinceridad hallan en Él su salvación, y su confianza se transforma en alabanza (v. 5). Todo esto implica una acción directa de Dios en favor de los justos.

#### Al versículo 5
La experiencia de debilidad y sufrimiento intensifica la oración. Así ocurrió en la vida de Jesucristo, especialmente en los momentos de mayor prueba, y así continúa sucediendo en la vida de la Iglesia a lo largo del tiempo.

Señor, te he llamado, ven deprisa. Esto lo podemos decir todos. No lo digo yo solo, lo dice el Cristo total. Pero se refiere, sobre todo, a su cuerpo personal; ya que, cuando se encontraba en este mundo, Cristo oró con su ser de carne, oró al Padre con su cuerpo, y, mientras oraba, gotas de sangre destilaban de todo su cuerpo. Así está escrito en el Evangelio: Jesús oraba con más insistencia, y sudaba como gotas de sangre. ¿Qué quiere decir el flujo de sangre de todo su cuerpo sino la pasión de los mártires de la Iglesia? Señor, te he llamado, ven deprisa; escucha mi voz cuando te llamo. Pensabas que ya estaba resuelta la cuestión de la plegaria con decir: Te he llamado. Has llamado, pero no te quedes ya tranquilo. Si se acaba la tribulación, se acaba la llamada; pero si, en cambio, la tribulación de la Iglesia y del cuerpo de Cristo continúa hasta el fin de los tiempos, no sólo has de decir: Te he llamado, ven deprisa, sino también: Escucha mi voz cuando te llamo.

## Tema del salmo
El salmista permanece vago sobre la causa de su profunda desgracia. Al menos parte de su desgracia proviene de los demás, o se regocijan por ello. Ante estas adversidades, sabiendo que no puede contar con sus propias fuerzas, invoca a Dios. Este es el camino que siguieron sus predecesores, caminando con confianza en Dios a pesar de las dificultades, y les invocaban alegría y gozo. La salvación implorada es una realidad concreta: librarse del reproche y de los peligros.

## Numeración de versos
En la Biblia de Indonesia, este salmo consta de 6 versículos, donde el versículo 1 es la introducción "Para el líder del coro. de David, en el momento de ofrecer el sacrificio conmemorativo". (Nueva traducción de la Sociedad Bíblica de Indonesia ). En la Biblia en inglés, a esta oración introductoria no se le asigna un número de versículo, por lo que solo hay 5 versículos en total, donde el versículo 1 en inglés es el mismo que el versículo 2 en indonesio y así sucesivamente.

## Usos

### Judaísmo
El Salmo 70 se recita tradicionalmente en tiempos de guerra. 

### Católicismo
Desde la regla de San Benito (capítulo XVII), fijada hacia el 530, el comienzo del Salmo 70 se utiliza para la apertura de cada oficio de la Liturgia de las Horas , en forma de invocación con respuestas de la asamblea: "Dios ven en mi ayuda!", "¡Señor, ayúdanos!".
Además, desde principios de la Edad Media, este salmo se realizaba íntegramente en los monasterios, durante la celebración de los maitines del miércoles, según la distribución de la misma regla.
Actualmente, también se lee en la celebración de la misa dominical de la Natividad de San Juan Bautista , y el 4°  domingo de tiempo ordinario del año C.
El primer verso de este salmo, "Deus in adjutorium meum intende" (Oh Dios, ven en mi ayuda), con la respuesta, "Domine ad adjuvandum me festina" (Oh Señor, date prisa en ayudarme), forman la oración introductoria. a cada Hora de los Breviarios Romanos, Monásticos y Ambrosianos , excepto durante los últimos tres días de Semana Santa , y en el Oficio de los Muertos . Mientras se dicen o cantan, todos los presentes se firman con la señal de la cruz .

### Calvinismo
Juan Calvino , un partidario de la teología de la Reforma , describió el tema del Salmo de la siguiente manera:
Dado que este salmo es solo una parte de cuarenta, esto quizás signifique que la inscripción necesita ser recordada, porque David ha adaptado esos cinco versículos tomados de otras fuentes para algún uso especial.

## Configuraciones musicales
Como frase estándar para abrir las Horas litúrgicas, el comienzo del Salmo 70 se puso música a menudo, especialmente como parte de la música para los servicios de vísperas . Claudio Monteverdi escribió una configuración de seis partes con orquesta para comenzar su Vespro della Beata Vergine , publicada en 1610, utilizando una versión revisada de la Toccata de apertura de su ópera L'Orfeo , compuesta para dos cornettos, tres trombones, cuerdas y continuo . Ha sido descrita como un "llamado a la atención" y "una pieza cuya brillantez sólo es igualada por la audacia de su concepción".
Baldassare Galuppi compuso una ambientación en cuatro partes del salmo completo en latín para coro y orquesta. 
En 1691, Michel-Richard de Lalande compone un gran motete (catalogué S.33) para coro, solistas y cuerdas agudas. Henry Desmarest compuso un gran motete "Deus in adjuditorium" (fecha desconocida).
Benjamin Britten le puso música a este salmo como parte de la partitura que escribió para la obra This Way to the Tomb en 1945 .